# (3618) Kuprin
(3618) Kuprin es un asteroide perteneciente al cinturón de asteroides, descubierto el 20 de agosto de 1979 por Nikolái Stepánovich Chernyj desde el Observatorio Astrofísico de Crimea (República de Crimea).

## Designación y nombre
Designado provisionalmente como 1979 QP8. Fue nombrado Kuprin en honor al escritor ruso soviético Aleksandr Kuprín.